# Дистрофия роговицы Шнайдера
Кристаллическая дистрофия роговицы Шнайдера (англ. Schnyder crystalline corneal dystrophy, SCCD) — редкая форма дистрофии роговой оболочки глаза. Болезнь вызывается мутациями гена UBIAD1. Первые описания кристаллической дистрофии датируются 1950-ми годами.

## Альтернативные названия (англ.)
- Crystalline stromal dystrophy
- Schnyder crystalline dystrophy sine crystals
- Hereditary crystalline stromal dystrophy of Schnyder